# Quercus Publishing
Quercus fue una editorial con sede en Londres, fundada en 2004 por Mark Smith y Wayne Davies, y luego adquirida por Hodder & Stoughton en 2014.
Quercus es conocida por sus publicaciones especializadas en crimen y misterio de autores como Elly Griffiths, Philip Kerr, Peter May o Peter Temple. Su editora MacLehose Press, encabezada por Christopher MacLehose, publicaba obras traducidas (a menudo premiadas) de autores como Philippe Claudel, Stieg Larsson y Valerio Varesi, así como ficción literaria de autores como Kimberley Freeman, Prajwal Parajuly. Su editorial Jo Fletcher Books publicaba libros de ciencia ficción, literatura fantástica y terror.

## Historia
Mark Smith y Wayne Davies habían trabajado anteriormente juntos en Orion Publishing Group. En 2011, Quercus fue elegido editor del año en los premios Bonnier Publishing Publisher of the Year Award realizados en Londres.
La editorial estadounidense SilverOak era copropiedad de Sterling Publishing. En marzo de 2016, Quercus lanzó el sello Riverrun dedicado a la ficción literaria, literatura criminal y no ficción seria.